# Unicodeblock Kombinierende diakritische Zeichen, erweitert
Der Unicodeblock Kombinierende diakritische Zeichen, erweitert (Combining Diacritical Marks Extended, U+1AB0 bis U+1AFF) umfasst weitere diakritische Zeichen, die als kombinierende Zeichen über, unter oder in ein vorher eingegebenes Zeichen gesetzt werden und welche im Unicodeblock Kombinierende diakritische Zeichen noch nicht enthalten waren.

## Tabelle
Alle Zeichen haben die bidirektionale Klasse „Markierung ohne Extrabreite“.
| Unicodenummer | Zeichen (400 %) | Kategorie                   | Offizielle Bezeichnung                       | Beschreibung                                                            |
| ------------- | --------------- | --------------------------- | -------------------------------------------- | ----------------------------------------------------------------------- |
| U+1AB0 (6832) | ◌᪰               | Markierung ohne Extrabreite | COMBINING DOUBLED CIRCUMFLEX ACCENT          | Kombinierender doppelter Zirkumflex                                     |
| U+1AB1 (6833) | ◌᪱               | Markierung ohne Extrabreite | COMBINING DIAERESIS-RING                     | Kombinierendes Trema-Ringakzent                                         |
| U+1AB2 (6834) | ◌᪲               | Markierung ohne Extrabreite | COMBINING INFINITY                           | Kombinierendes Unendlichkeitszeichen                                    |
| U+1AB3 (6835) | ◌᪳               | Markierung ohne Extrabreite | COMBINING DOWNWARDS ARROW                    | Kombinierender Pfeil nach unten                                         |
| U+1AB4 (6836) | ◌᪴               | Markierung ohne Extrabreite | COMBINING TRIPLE DOT                         | Kombinierender Dreifachpunkt                                            |
| U+1AB5 (6837) | ◌᪵               | Markierung ohne Extrabreite | COMBINING X-X BELOW                          | Kombinierendes untergesetztes X-X                                       |
| U+1AB6 (6838) | ◌᪶               | Markierung ohne Extrabreite | COMBINING WIGGLY LINE BELOW                  | Kombinierende untergesetzte Wellenlinie                                 |
| U+1AB7 (6839) | ◌᪷               | Markierung ohne Extrabreite | COMBINING OPEN MARK BELOW                    | Kombinierendes untergesetztes Offenheitszeichen                         |
| U+1AB8 (6840) | ◌᪸               | Markierung ohne Extrabreite | COMBINING DOUBLE OPEN MARK BELOW             | Kombinierendes untergesetztes doppeltes Offenheitszeichen               |
| U+1AB9 (6841) | ◌᪹               | Markierung ohne Extrabreite | COMBINING LIGHT CENTRALIZATION STROKE BELOW  | Kombinierender untergesetzter dünner Zentralisierungsstrich             |
| U+1ABA (6842) | ◌᪺               | Markierung ohne Extrabreite | COMBINING STRONG CENTRALIZATION STROKE BELOW | Kombinierender untergesetzter dicker Zentralisierungsstrich             |
| U+1ABB (6843) | ◌᪻               | Markierung ohne Extrabreite | COMBINING PARENTHESES ABOVE                  | Kombinierende übergesetzte Klammern                                     |
| U+1ABC (6844) | ◌᪼               | Markierung ohne Extrabreite | COMBINING DOUBLE PARENTHESES ABOVE           | Kombinierende übergesetzte Doppelklammern                               |
| U+1ABD (6845) | ◌᪽               | Markierung ohne Extrabreite | COMBINING PARENTHESES BELOW                  | Kombinierende untergesetzte Klammern                                    |
| U+1ABE (6846) | ◌᪾               | umhüllende Markierung       | COMBINING PARENTHESES OVERLAY                | Kombinierende einschließende Klammern                                   |
| U+1ABF (6847) | ◌ᪿ               | Markierung ohne Extrabreite | COMBINING LATIN SMALL LETTER W BELOW         | Kombinierender untergesetzter lateinischer Kleinbuchstabe W             |
| U+1AC0 (6848) | ◌ᫀ               | Markierung ohne Extrabreite | COMBINING LATIN SMALL LETTER TURNED W BELOW  | Kombinierender untergesetzter umgedrehter lateinischer Kleinbuchstabe W |
| U+1AC1 (6849) | ◌᫁               | Markierung ohne Extrabreite | COMBINING LEFT PARENTHESIS ABOVE LEFT        | Kombinierende linke Klammer oben links                                  |
| U+1AC2 (6850) | ◌᫂               | Markierung ohne Extrabreite | COMBINING RIGHT PARENTHESIS ABOVE RIGHT      | Kombinierende rechte Klammer oben rechts                                |
| U+1AC3 (6851) | ◌᫃               | Markierung ohne Extrabreite | COMBINING LEFT PARENTHESIS BELOW LEFT        | Kombinierende linke Klammer unten links                                 |
| U+1AC4 (6852) | ◌᫄               | Markierung ohne Extrabreite | COMBINING RIGHT PARENTHESIS BELOW RIGHT      | Kombinierende rechte Klammer unten rechts                               |
| U+1AC5 (6853) | ◌᫅               | Markierung ohne Extrabreite | COMBINING SQUARE BRACKETS ABOVE              | Kombinierende übergesetzte eckige Klammern                              |
| U+1AC6 (6854) | ◌᫆               | Markierung ohne Extrabreite | COMBINING NUMBER SIGN ABOVE                  | Kombinierendes übergesetztes Rautezeichen                               |
| U+1AC7 (6855) | ◌᫇               | Markierung ohne Extrabreite | COMBINING INVERTED DOUBLE ARCH ABOVE         | Kombinierender übergesetzter umgekehrter Doppelbogen                    |
| U+1AC8 (6856) | ◌᫈               | Markierung ohne Extrabreite | COMBINING PLUS SIGN ABOVE                    | Kombinierendes übergesetztes Pluszeichen                                |
| U+1AC9 (6857) | ◌᫉               | Markierung ohne Extrabreite | COMBINING DOUBLE PLUS SIGN ABOVE             | Kombinierendes übergesetztes doppeltes Pluszeichen                      |
| U+1ACA (6858) | ◌᫊               | Markierung ohne Extrabreite | COMBINING DOUBLE PLUS SIGN BELOW             | Kombinierendes untergesetztes doppeltes Pluszeichen                     |
| U+1ACB (6859) | ◌᫋               | Markierung ohne Extrabreite | COMBINING TRIPLE ACUTE ACCENT                | Kombinierender Dreifachakut                                             |
| U+1ACC (6860) | ◌ᫌ               | Markierung ohne Extrabreite | COMBINING LATIN SMALL LETTER INSULAR G       | Kombinierender übergesetzter lateinischer Kleinbuchstabe insulares G    |
| U+1ACD (6861) | ◌ᫍ               | Markierung ohne Extrabreite | COMBINING LATIN SMALL LETTER INSULAR R       | Kombinierender übergesetzter lateinischer Kleinbuchstabe insulares R    |
| U+1ACE (6862) | ◌ᫎ               | Markierung ohne Extrabreite | COMBINING LATIN SMALL LETTER INSULAR T       | Kombinierender übergesetzter lateinischer Kleinbuchstabe insulares T    |